# تشارلز إتش. لاركن
تشارلز إتش. لاركن هو شخصية أعمال وسياسي أمريكي، ولد في 2 مايو 1810، وتوفي في 16 أغسطس 1894. نشط حزبياً في الحزب الديمقراطي. وقد انتخب عضو جمعية ولاية ويسكونسن ‏ وانتخب عضو مجلس ولاية ويسكونسن ‏.